# Abyssotrophon edzoevi
Abyssotrophon edzoevi is een slakkensoort uit de familie van de Muricidae. De wetenschappelijke naam van de soort is voor het eerst geldig gepubliceerd in 1994 door Egorov.